# Alte Mozart-Ausgabe
Pour les articles homonymes, voir AMA.
La Alte Mozart-Ausgabe ou AMA (« Ancienne édition-Mozart ») est le nom sous lequel la première édition complète de la musique de Wolfgang Amadeus Mozart est aujourd'hui connue. Elle a été publiée par Breitkopf & Härtel de janvier 1877 à décembre 1883, avec des suppléments parus jusqu'en 1910. Le nom Alte Mozart-Ausgabe (en abrégé « AMA ») est une invention moderne pour la distinguer de la seconde édition complète de Mozart, la Neue Mozart-Ausgabe ; le titre de la publication dans l'édition de Breitkopf & Härtel est « Wolfgang Amadeus Mozarts Werke. Kritisch durchgesehene Gesammtausgabe. » (Œuvres de Wolfgang Amadeus Mozart. Édition complète avec son appareil critique). Elle est parfois appelée la « Mozart Gesammtausgabe ».
Un des acteurs principaux de l'AMA a été Ludwig Ritter von Köchel, compilateur par ailleurs du Catalogue Köchel (catalogue thématique) des œuvres de Mozart. Dans la coulisse, Köchel a travaillé afin que l'édition soit exhaustive, en signalant des partitions inestimables à l'éditeur et aux rédacteurs de ce travail. Parmi ceux qui ont participé à cette édition, on trouve Johannes Brahms, Joseph Joachim, Carl Reinecke, Julius Rietz et Philipp Spitta (le biographe très connu de Johann Sebastian Bach)[Rehm2].
Bien qu'étant une réalisation remarquable pour l'époque, l'AMA souffre de sérieuses limites. Frederick Neumann remarque que « la fiabilité est très variable, avec des volumes remarquablement fiables, d'autres beaucoup moins »[Neu]. Alfred Einstein a exprimé ses réserves concernant le Concerto pour piano nº 26 de Mozart et Les Noces de Figaro[Eins]. Friedrich Blume (de) a été particulièrement sévère sur ce qu'il appelle la « frivolité étonnante et souvent l'irresponsabilité complète » des rédacteurs de cette édition (en particulier en ce qui concerne le traitement des concertos pour piano), affirmant que « l'Édition intégrale [ie, l'AMA] des œuvres de Mozart et les éditions pratiques basées sur elle n'offre rien de plus que le squelette de ces compositions »[Blume].
Il y a aussi certaines œuvres authentiques de Mozart qui n'ont jamais été publiées dans la présente édition, certaines parce qu'elles n'ont été découvertes que bien après son achèvement (par exemple, la Symphonie en fa, K. 19a, redécouverte en 1981). On trouve également un certain nombre d'œuvres incorrectement attribuées à Mozart qui sont maintenant connues comme douteuses ou d'attribution erronée (par exemple, l'œuvre publiée dans l'AMA sous le nom de Mozart la Symphonie nº 2, K. 17, désormais considérée comme de Leopold Mozart) [NGM].
Par conséquent, l'AMA n'est plus considérée comme l'édition définitive des œuvres de Mozart, et elle a été supplantée à cet égard par la Neue Mozart-Ausgabe issue d'une étude sérieuse de la production du compositeur. Toutefois, les réimpressions des partitions de l'AMA restent largement disponibles auprès de Dover Publications et d'autres entreprises qui se spécialisent dans la réédition anciennes éditions. Certaines parties de cette édition sont aussi parfois rencontrées sous format électronique dans divers sites Web qui offrent en ligne ces partitions.